# Chimonanthus praecox
Chimonanthus praecox är en tvåhjärtbladig växtart som först beskrevs av Carl von Linné, och fick sitt nu gällande namn av Heinrich Friedrich Link. Chimonanthus praecox ingår i släktet Chimonanthus och familjen Calycanthaceae. Inga underarter finns listade i Catalogue of Life.